# 아누비스 작전
아누비스 작전(스페인어: Operación Anubis, 카탈루냐어: Operació Anubis)은 스페인 정부가 2017년 카탈루냐 독립 국민투표를 저지하기 위해 발동한 작전이다.
과르디아 시빌은 2017년 9월 20일에 바르셀로나 지방 법원의 명령에 따라 행동을 시작했다. 자치 정부의 각료를 포함한 여러 고관을 체포했으며, 투표소 제압이나 투표함 및 투표 용지 접수 등을 실시하였다.

## 같이 보기
- 2014년 카탈루냐 독립 국민투표